# 오노촌 (니가타현 니시쿠비키군)
오노촌(大野村)은 니가타현 니시쿠비키군에 있던 촌이다. 1954년 6월 1일 오노촌을 포함하여 9개 정·촌이 합병하여 이토이가와시가 신설되고, 오노촌 등은 폐지되었다.

## 역사
- 1889년 4월 1일 - 정촌제 시행에 의해 니시쿠비키군 니시우미촌이 있던 촌이다.
- 1954년 6월 1일 - 오노촌 및 이토이가와정, 우라모토촌, 시모하야카와촌, 가미하야카와촌, 야마토가와촌, 니시우미촌, 네치촌, 고타키촌 등 9개 정·촌이 합병해 이토이가와시가 신설되었다.

## 참고 문헌
- 『市町村名変遷辞典』東京堂出版、1990年。